# Carex inopinata
Carex inopinata är en halvgräsart som beskrevs av V.J.Cook. Carex inopinata ingår i släktet starrar, och familjen halvgräs. Inga underarter finns listade i Catalogue of Life.